# كيغي فوكودا
كيغي فوكودا (بالإنجليزية: Keiji Fukuda)‏ هو عالم وبائيات ‏ وطبيب أمريكي، ولد في 1955 في طوكيو في اليابان.